# Carlo I di Württemberg
Carlo (in tedesco: Karl Friedrich Alexander, König von Württemberg; Stoccarda, 6 marzo 1823 – Stoccarda, 6 ottobre 1891) fu re di Württemberg dal 1864 fino alla sua morte, avvenuta il 3 ottobre 1891.

## Biografia

### Giovinezza e matrimonio
Carlo era il secondogenito del re Guglielmo I di Württemberg e della terza moglie, la regina Paolina. Il padre era figlio del re Federico I che nel 1797 divenne Duca di Württemberg, per poi elevarsi al titolo di Elettore nel 1803 e di Re nel 1806. La madre invece era nipote di Federico II Eugenio, Duca di Württemberg.

Il principe compì i suoi studi a Tubinga ed a Berlino. Nel 1846, mentre si trovava a Palermo, si fidanzò con la Granduchessa Ol'ga, figlia dello Zar Nicola I e della Zarina Alessandra di Russia, nonché sorella del re Guglielmo I di Prussia, futuro Imperatore di Germania. Carlo ed Olga si sposarono il 13 luglio 1846 a San Pietroburgo, facendo poi il proprio ingresso a Stoccarda, fra giubilo popolare, a fine settembre dello stesso anno, come Principe e Principessa ereditaria.

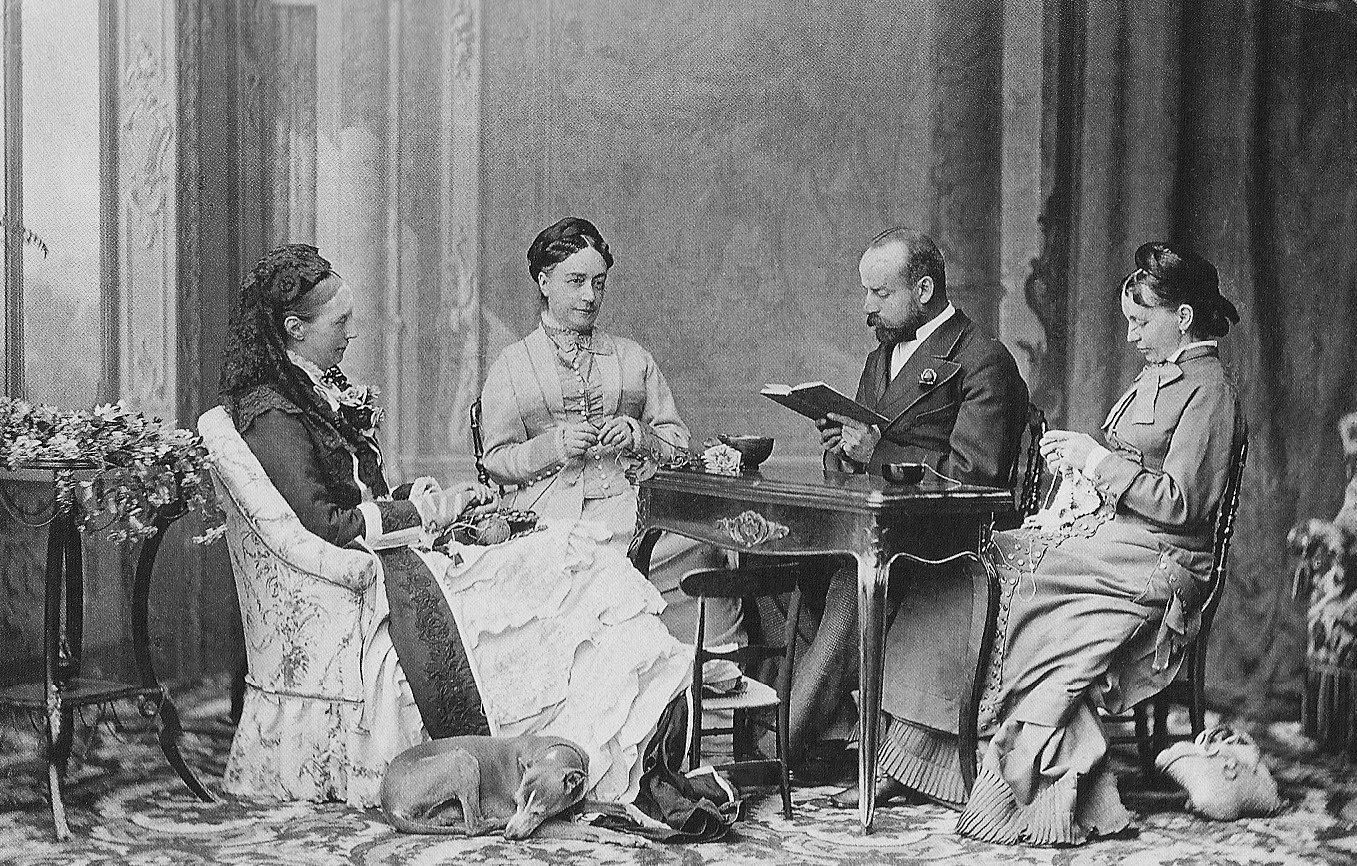
La regina Olga con Charles Woodcock

Nel 1863 la Principessa adottò la nipote Vera, figlia del fratello, il Granduca Costantino. Carlo e Olga non ebbero figli, probabilmente a causa dell'omosessualità del futuro re, venuta alla luce successivamente .

### Re del Württemberg
Il 12 luglio 1864 Guglielmo I morì ed il figlio ascese al trono col nome di Carlo I; il nuovo monarca attuò subito una politica liberale, allontanandosi così dal Primo ministro Von Lieden, che fu poi sostituito da Karl von Varnbüler. Nel dicembre dello stesso anno, il re ristabilì la libertà di associazione e di stampa, che erano state limitate dal padre. 

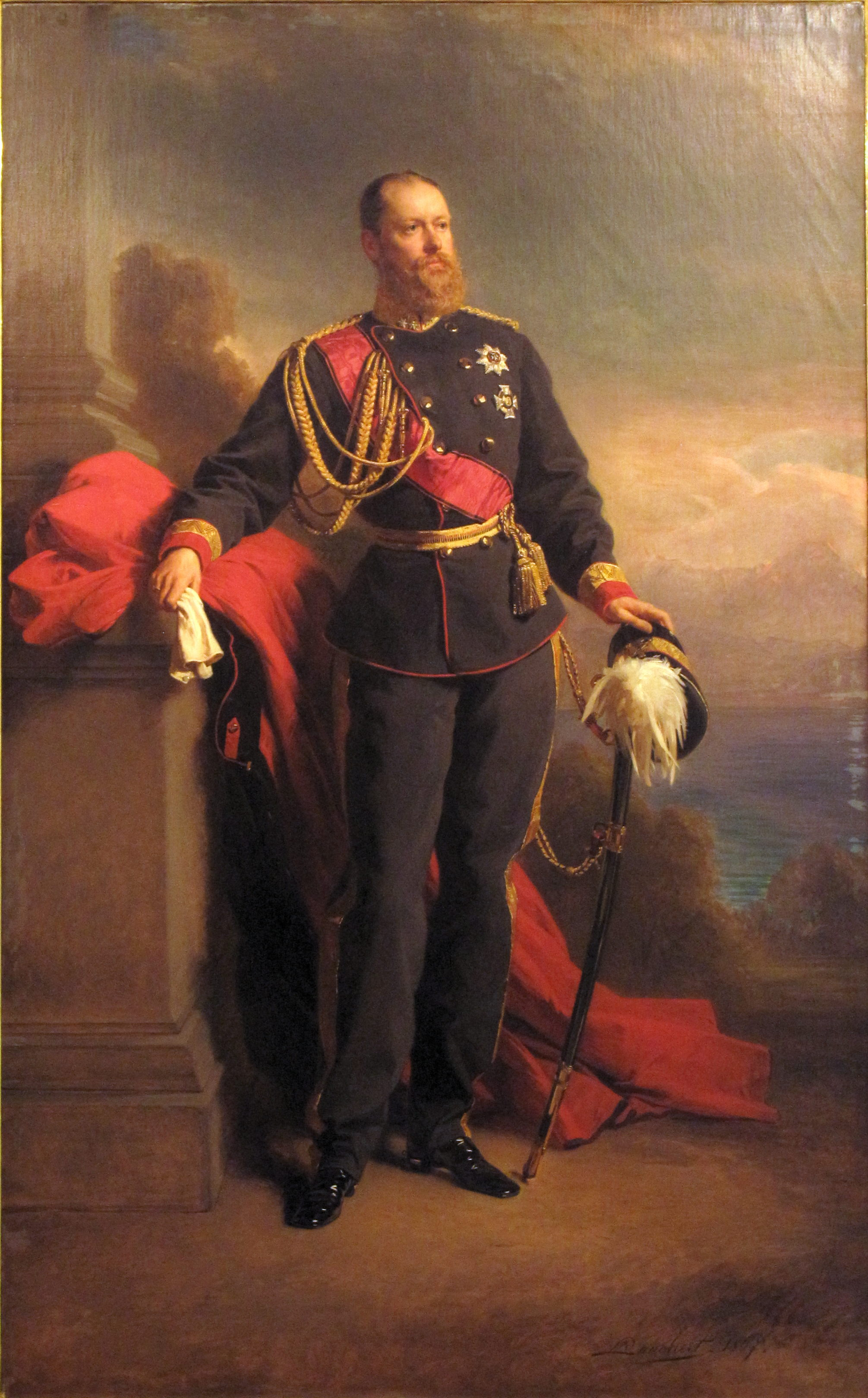
Carlo I del Württemberg, nel 1867.

In politica estera si avvicinò alla Prussia, allontanandosi così da uno stretto rapporto con l'Austria; nel 1866 la Confederazione germanica venne sciolta e l'anno dopo fu istituita la Confederazione Tedesca del Nord, a cui però il Württemberg non entrò a far parte, stringendo poi un trattato segreto di reciproca protezione e difesa con gli altri stati tedeschi di media dimensione. Il trattato fu reso pubblico l'anno successivo. Il 26 marzo 1868 fu introdotto il suffragio universale, diretto, segreto e paritario in occasione dell'elezione popolare dei membri delle due camere .  
Nel novembre 1870, il Württemberg fu l'ultimo stato tedesco ad aderire alla Federazione del Nord ed all'Impero tedesco, l'anno successivo, divenendo uno degli stati federali del nuovo Reich, perdendo però parte della propria sovranità di stato. Il paese perse la sua posizione internazionale, ma acquistò una maggiore sicurezza sia verso l'interno che l'estero. Con la fondazione e l'annessione al Reich, si sviluppò un sentimento antiprussiano nel popolo, nel Governo e nella Corte reale, il Württemberg inoltre continuò ad occuparsi delle finanze e delle ferrovie mentre le Forze armate vennero quasi completamente integrate nell'amministrazione prussiana . 

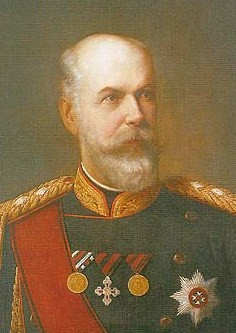
Re Carlo I del Württemberg.

Nel 1888 l'omosessualità di Carlo fu occasione di scandalo: il sovrano aveva un amante americano di nome Charles Woodcock ,  che aveva nominato suo Maestro di camera e a cui aveva conferito il titolo nobiliare di Barone di Savage. Carlo si separò poi dall'amante a novembre di quell'anno, a seguito delle critiche pubbliche.

### Morte
Il 3 ottobre 1891 Carlo I rientrò dalla sua residenza estiva di Friedrichshafen, morì tre giorni dopo gravemente malato. La salma fu tumulata nella Cripta reale del Castello vecchio, dove verrà poi sepolta anche la moglie, la regina Ol'ga , l'anno successivo. A succedere Carlo fu il cugino, Guglielmo II di Württemberg.

## Ascendenza
|                                             |                                    |                                                      | Genitori                                       |  |  | Nonni |  |  | Bisnonni                           |  |  | Trisnonni                         |  |
|                                             |                                    |                                                      |                                                |  |  |       |  |  | Federico II Eugenio di Württemberg |  |  | Carlo I Alessandro di Württemberg |  |
|                                             |                                    |                                                      |                                                |  |  |       |  |  | Federico II Eugenio di Württemberg |  |  | Carlo I Alessandro di Württemberg |  |
|                                             |                                    | Maria Augusta di Thurn und Taxis                     |                                                |  |  |       |  |  | Federico II Eugenio di Württemberg |  |  |                                   |  |
| Federico I di Württemberg                   |                                    |                                                      |                                                |  |  |       |  |  | Federico II Eugenio di Württemberg |  |  |                                   |  |
|                                             |                                    | Federica Dorotea di Brandeburgo-Schwedt              | Federico Guglielmo di Brandeburgo-Schwedt      |  |  |       |  |  |                                    |  |  |                                   |  |
|                                             |                                    | Federica Dorotea di Brandeburgo-Schwedt              | Federico Guglielmo di Brandeburgo-Schwedt      |  |  |       |  |  |                                    |  |  |                                   |  |
|                                             |                                    | Federica Dorotea di Brandeburgo-Schwedt              | Sofia Dorotea di Prussia                       |  |  |       |  |  |                                    |  |  |                                   |  |
| Guglielmo I di Württemberg                  |                                    | Federica Dorotea di Brandeburgo-Schwedt              |                                                |  |  |       |  |  |                                    |  |  |                                   |  |
|                                             |                                    | Carlo Guglielmo Ferdinando di Brunswick-Wolfenbüttel | Carlo I di Brunswick-Wolfenbüttel              |  |  |       |  |  |                                    |  |  |                                   |  |
|                                             |                                    | Carlo Guglielmo Ferdinando di Brunswick-Wolfenbüttel | Carlo I di Brunswick-Wolfenbüttel              |  |  |       |  |  |                                    |  |  |                                   |  |
|                                             |                                    | Carlo Guglielmo Ferdinando di Brunswick-Wolfenbüttel | Filippina Carlotta di Prussia                  |  |  |       |  |  |                                    |  |  |                                   |  |
| Augusta di Brunswick-Wolfenbüttel           |                                    | Carlo Guglielmo Ferdinando di Brunswick-Wolfenbüttel |                                                |  |  |       |  |  |                                    |  |  |                                   |  |
|                                             |                                    | Augusta di Hannover                                  | Federico, principe del Galles                  |  |  |       |  |  |                                    |  |  |                                   |  |
|                                             |                                    | Augusta di Hannover                                  | Federico, principe del Galles                  |  |  |       |  |  |                                    |  |  |                                   |  |
|                                             |                                    | Augusta di Hannover                                  | Augusta di Sassonia-Gotha-Altenburg            |  |  |       |  |  |                                    |  |  |                                   |  |
| Carlo I di Württemberg                      |                                    | Augusta di Hannover                                  |                                                |  |  |       |  |  |                                    |  |  |                                   |  |
|                                             | Federico II Eugenio di Württemberg | Carlo I Alessandro di Württemberg                    |                                                |  |  |       |  |  |                                    |  |  |                                   |  |
|                                             | Federico II Eugenio di Württemberg | Carlo I Alessandro di Württemberg                    |                                                |  |  |       |  |  |                                    |  |  |                                   |  |
|                                             | Federico II Eugenio di Württemberg | Maria Augusta di Thurn und Taxis                     |                                                |  |  |       |  |  |                                    |  |  |                                   |  |
| Ludovico Federico Alessandro di Württemberg | Federico II Eugenio di Württemberg |                                                      |                                                |  |  |       |  |  |                                    |  |  |                                   |  |
|                                             |                                    | Federica Dorotea di Brandeburgo-Schwedt              | Federico Guglielmo di Brandeburgo-Schwedt      |  |  |       |  |  |                                    |  |  |                                   |  |
|                                             |                                    | Federica Dorotea di Brandeburgo-Schwedt              | Federico Guglielmo di Brandeburgo-Schwedt      |  |  |       |  |  |                                    |  |  |                                   |  |
|                                             |                                    | Federica Dorotea di Brandeburgo-Schwedt              | Sofia Dorotea di Prussia                       |  |  |       |  |  |                                    |  |  |                                   |  |
| Paolina di Württemberg                      |                                    | Federica Dorotea di Brandeburgo-Schwedt              |                                                |  |  |       |  |  |                                    |  |  |                                   |  |
|                                             |                                    | Carlo Cristiano di Nassau-Weilburg                   | Carlo Augusto di Nassau-Weilburg               |  |  |       |  |  |                                    |  |  |                                   |  |
|                                             |                                    | Carlo Cristiano di Nassau-Weilburg                   | Carlo Augusto di Nassau-Weilburg               |  |  |       |  |  |                                    |  |  |                                   |  |
|                                             |                                    | Carlo Cristiano di Nassau-Weilburg                   | Augusta Federica Guglielmina di Nassau-Idstein |  |  |       |  |  |                                    |  |  |                                   |  |
| Enrichetta di Nassau-Weilburg               |                                    | Carlo Cristiano di Nassau-Weilburg                   |                                                |  |  |       |  |  |                                    |  |  |                                   |  |
|                                             |                                    | Carolina d'Orange-Nassau                             | Guglielmo IV di Orange-Nassau                  |  |  |       |  |  |                                    |  |  |                                   |  |
|                                             |                                    | Carolina d'Orange-Nassau                             | Guglielmo IV di Orange-Nassau                  |  |  |       |  |  |                                    |  |  |                                   |  |
|                                             |                                    | Carolina d'Orange-Nassau                             | Anna di Hannover                               |  |  |       |  |  |                                    |  |  |                                   |  |
|                                             |                                    | Carolina d'Orange-Nassau                             |                                                |  |  |       |  |  |                                    |  |  |                                   |  |